# Aronstjärnen, Lappland
Aronstjärnen är en sjö i Malå kommun i Lappland och ingår i Skellefteälvens huvudavrinningsområde.